# Mrs. William Bechtel
Jennie Cecilia Ahlstrom, accreditata come Mrs. William Bechtel, dal nome del marito, l'attore tedesco William Bechtel (New York, 12 giugno 1861 – Los Angeles, 21 ottobre 1938), è stata un'attrice statunitense dell'era del cinema muto.
Recitò in quasi 100 cortometraggi tra il 1911 e il 1916.

## Filmografia parziale
- At the Threshold of Life - cortometraggio (1911)
- The Third Thanksgiving, regia di J. Searle Dawley - cortometraggio (1912)
- The Embarrassment of Riches, regia di Charles M. Seay - cortometraggio (1913)
- The Portrait in the Attic, regia di John H. Collins - cortometraggio (1915)